# European Broadcasting Union
 For alternative betydninger, se EBU.
European Broadcasting Union (EBU) (fransk: Union européenne de radio-télévision; kan oversættes til dansk som »Den europæiske radio- og fjernsynsunion«) er det engelske navn for en europæisk sammenslutning af public service-tv- og radiostationer. Organisationen har hovedsæde i Genève i Schweiz.
EBU blev stiftet den 12. februar 1950, og har 74 aktive medlemmer i 56 lande i Europa, Nordafrika og Mellemøsten, samt 37 såkaldte associerede medlemmer fra yderligere 22 lande.
Mens DR var en af grundlæggerne af EBU, blev TV 2 først medlem i 1996.

## Eurovision
Et af de mest kendte projekter som EBU står for er det årlige Eurovision Song Contest (det europæiske Melodi Grand Prix), som er en sangskrivningskonkurrence mellem medlemslandede. EBU arrangerer blandt andet også Eurovision Young Musicians, Junior Eurovision Song Contest, Rose d'Or og Eurovision Young Dancers. Historisk bestod Eurovision under EBU af en række europæiske lande, hvor der via mikrobølgelink kunne udveksles radio og tv med andre europæiske lande. Ved tv-udsendelserne startede man med et logo og Te Deum. Udover Eurovision Song Contest er nytårskoncerten fra Wien et eksempel på en Eurovision-udsendelse.

## Medlemmer
| Navn            | Gruppe medlemmer | Land                 | År for tilmelding |
| --------------- | --- | -------------------- | ----------------- |
| RTSH            | Radio Televizioni Shqiptar | Albanien             | 1999              |
| EPTV, EPRS, TDA | Etablissement Public de Télévision Algérienne/Etablissement Public de Radiodiffusion Sonore /Télédiffusion d’Algérie | Algeriet             | 1970              |
| RTVA            | Ràdio i Televisió d'Andorra, S.A. | Andorra              | 1999              |
| AMPTV           | Armeniens offentlige fjernsyn og radio, som består af: Armeniens offentlige fjernsyn og Armeniens offentlige radio | Armenien             | 2005              |
| ORF             | Österreichischer Rundfunk | Østrig               | 1953              |
| ICTI / ITV      | Ictimai | Aserbajdsjan         | 2007              |
| BTRC            | Belaruskaja Tele-Radio Campanija | Belarus              | 1993              |
| VRT - RTBF      | Vlaamse Radio- en Televisieomroep and Radio-Télévision, Belge de la Communauté française | Belgien              | 1950              |
| BHRT            | Javna Radio Televizijska servis Bosnie i Hercegovine | Bosnien-Hercegovina  | 1993              |
| BNR             | Bâlgarsko Nacionalno Radio | Bulgarien            | 1993              |
| BNT             | Bâlgarska Nacionalna Televiizija | Bulgarien            | 1993              |
| HRT             | Hrvatska Radiotelevizija | Kroatien             | 1993              |
| CYBC            | Cyperns radio- og fjernsynsselskab | Cypern               | 1969              |
| CR              | Cesky Rozhlas | Tjekkiet             | 1994              |
| CT              | Česká televize | Tjekkiet             | 1994              |
| DR              | Danmarks Radio | Danmark              | 1950              |
| DK/TV2          | TV2/Danmark | Danmark              | 1989              |
| ERTU            | Den egyptiske radio- og fjernsynsunion | Egypten              | 1985              |
| ERR             | Eesti Rahvusringhääling | Estland              | 1993              |
| FI/MTV          | MTV Oy | Finland              | 1993              |
| YLE             | Oy Yleisradio Ab | Finland              | 1950              |
| E1              | Europe 1 | Frankrig             | 1978              |
| GRF             | Groupement des Radiodiffuseurs français de l’UER, som består af - Télévision Française 1 - France Télévisions (France 2, France 3, France 4, France 5 and Réseau France Outre-mer) - Canal Plus - Radio France - France Médias Monde (RFI, France 24, Monte Carlo Doualiya) | Frankrig             | 1950              |
| GPB             | Den georgiske offentlige udsender | Georgien             | 2005              |
| ARD             | Arbeitsgemeinschaft der öffentlich-rechtlichen Rundfunkanstalten der Bundesrepublik Deutschland (ARD), sammensat af : - Bayerischer Rundfunk - Hessischer Rundfunk - Mitteldeutscher Rundfunk - Norddeutscher Rundfunk - Radio Bremen - Rundfunk Berlin-Brandenburg - Saarländischer Rundfunk - Südwestrundfunk - Westdeutscher Rundfunk - Deutsche Welle - DeutschlandRadio | Tyskland             | 1952              |
| ZDF             | Zweites Deutsches Fernsehen | Tyskland             | 1963              |
| ERT             | Det helleniske radio- og fjernsynsselskab | Grækenland           | 2015              |
| HMG             | Den ungarske mediegruppe, som består af: - Mediestøtte- og formueforvaltningsfonden (MTVA) - Duna-medietjenesteudbyder | Ungarn               | 2014              |
| RUV             | Ríkisútvarpid | Island               | 1956              |
| RTE             | Raidió Teilefís Éireann | Irland               | 1950              |
| TG4             | TG4 | Irland               | 2007              |
| IBA             | Israels radio- og fjernsynsmyndighed | Israel               | 1957              |
| RAI             | Radiotelevisione Italiana | Italien              | 1950              |
| JRTV            | Jordans radio- og fjernsynsselskab | Jordan               | 1970              |
| LR              | Latvijas Radio | Letland              | 1993              |
| LT              | Latvijas Televizija | Letland              | 1993              |
| TL              | Télé-Liban | Lebanon              | 1980              |
| LNC             | Libyens nationale kanal | Libyen               | 1974              |
| LRT             | Lietuvos Radijas ir Televizija | Litauen              | 1993              |
| CLT             | CLT Multi Media | Luxembourg           | 1950              |
| ERSL            | Établissement de Radiodiffusion Socioculturelle du GrandDuché de Luxembourg | Luxembourg           | 1950              |
| MKRTV           | MKRTV | Makedonien           | 1993              |
| PBS             | Public Broadcasting Services Ltd. | Malta                | 1970              |
| TRM             | Teleradio-Moldova | Moldova              | 1993              |
| GRMC            | Groupement de Radiodiffusion monégasque, som består af: - Radio Monte-Carlo - Télé Monte-Carlo - Monte-Carlo Radiodiffusion | Monaco               | 1950              |
| SNRT            | Société Nationale de Radio Télévision | Marokko              | 1950              |
| RTCG            | Radiotelevizija Crne Gore | Montenegro           | 2006              |
| NPO             | Nederlandse Publieke Omroep, som består af: - Vereniging AVROTROS - Omroepvereniging BNN-VARA - Vereniging De Evangelische Omroep (EO) - Omroep MAX - Vereniging KRO-NCRV - Nederlandse Omroep Stichting (NOS) - NTR - Omroepvereniging VPRO | Holland/Nederlandene | 1950              |
| NRK             | Norsk Rikskringkasting | Norge                | 1950              |
| NO/TV2          | TV 2 AS | Norge                | 1993              |
| PRT             | Polskie Radio i Telewizja, som består af: - Telewizja Polska SA (TVP) - Polskie Radio SA (PR) | Polen                | 1993              |
| RTP             | Rádio e Televisão de Portugal | Portugal             | 1950              |
| ROR             | Societatea Română de Radiodifuziune | Rumænien             | 1993              |
| RO/TVR          | Societatea Română de Televiziune | Rumænien             | 1993              |
| C1R             | Ruslands Kanal 1 | Rusland              | 1996              |
| RDO             | Radio Dom Ostankino, som består af: - Radio Mayak (MK) - Radio Orpheus (OP) | Rusland              | 1996              |
| RTR             | Rossijskoe Teleradio | Rusland              | 1993              |
| SMRTV           | San Marino RTV | San Marino           | 1995              |
| RTS             | Radiotelevizija Srbije | Serbien              | 2006              |
| RTVS            | Rozhlas a televízia Slovenska | Slovenien            | 1993              |
| RTVSLO          | Radiotelevizija Slovenija | Slovenien            | 1993              |
| COPE            | Radio Popular SA COPE | Spanien              | 1998              |
| RTVE            | Radiotelevisión Española | Spanien              | 1955              |
| SER             | Sociedad Española de Radiodifusión | Spanien              | 1982              |
| STR             | Förvaltningsstiftelsen för SR, SVT och UR, som består af: - Sveriges Television Ab (SVT) - Sveriges Radio Ab (SR) - Sveriges Utbildningsradio (UR) | Sverige              | 1950              |
| SE/TV4          | TV4 | Sverige              | 2004              |
| SRG SSR         | SRG SSR | Schweiz              | 1950              |
| RTTT            | Radio tunisienne et Télévision tunisienne, som består af: - Radio tunisienne - Télévision tunisienne | Tunesien             | 1950              |
| TRT             | Türkiye Radyo-Televizyon Kurumu | Tyrkiet              | 1950              |
| NTU/NRU         | Natsionalna Radiokompanya Ukraïny og Natsionalna Telekompanya Ukraïny | Ukraine              | 1993              |
| BBC             | British Broadcasting Corporation | Storbritannien       | 1950              |
| UKIB            | United Kingdom Independent Broadcasting, som består af: Independent Television: The Network Centre, hvilket inkluderer: - ITV Anglia Television - ITV Border Television - ITV Central Television - Channel Television - ITV Granada Television - STV Central - ITV Wales Television - ITV West Television - ITV London Television - ITV Meridian Television - STV North - ITV Tyne Tees Television - UTV Limited - ITV Westcountry Television - ITV Yorkshire Television - Channel 4 - Sianel 4 Cymru | Storbritannien       | 1960              |
| RV              | Radio Vaticana | Vatikanstaten        | 1950              |

_________